# Haimo Wisser
Haimo Wisser (* 10. Februar 1952 in Wien; † 25. April 1998 in Schwaz) war ein österreichischer Komponist, Autor, Musiker und Liedermacher. Neben Werken für Orchester oder Instrumente schrieb er unter anderem Film-, Bühnen- und Hörspielmusiken sowie Kabarettprogramme.

## Leben und Werk
Haimo Wisser wurde als Sohn eines Lehrerehepaares in bürgerlichen Verhältnissen geboren und war der Halbbruder des Schriftstellers Daniel Wisser. Nach der Matura im Jahr 1970 studierte er Theaterwissenschaft an der Universität Wien und an der Wiener Musikhochschule Kontrabass, Gitarre und Elekto-Akustik. Er gründete mehrere Popmusik-Gruppen, als Bassist wirkte er bei der Wiener Prog-Rock-Gruppe „Paternoster“ und spielte mit dieser 1972 die gleichnamige LP ein. Während ausgedehnter Reisen nach Afrika und Indien beschäftigte er sich mit Rhythmen und Klängen der afrikanischen und indischen Musik und erlernte das Tabla-Spiel sowie weitere Instrumente im Selbststudium.
Um 1977 übersiedelte er nach Absam/Tirol, von wo seine Frau stammte. Die Ehe, aus der zwei Söhne hervorgingen (* 1978 und 1981), wurde geschieden.
Von 1985 an beschäftigte er sich intensiv mit Synthesizern, Samplern und Musikcomputern; er galt als Pionier dieser Musik und arbeitete auch für Kollegen. So schuf er Produktionen u. a. für Erich Urbanner, Werner Pirchner, Bert Breit, Martin Lichtfuss. Er komponierte Filmmusik (Petri tårar, 1995), vor allem aber Musik für Bühnenstücke, insbesondere für die Tiroler Volksschauspiele (etwa 1996 zu Felix Mitterers Abraham). Seine Musik reicht von lyrischen Gitarrenklängen bis hin zu genauestens angelegten rhythmischen und klanglichen Mustern, die im weiteren Sinne zur „minimal music“ gezählt werden können. Die Elektronik oder elektronischen Anteile bei Aufführungen übernahm er häufig selbst.
Wisser schrieb Kabarettprogramme, zunächst gemeinsam mit Franz Wippel, dann mehrfach mit Gunter Schneider, später mit seiner Lebensgefährtin Maria Außerlechner. Wisser hob bewusst die Trennung zwischen Sprache und Musik auf – Sprache ist rhythmisches Material, musikalische Elemente transportieren „Mitteilungen“. In seinen Liedern und Gedichten reicht das Sprachspiel von etymologischen Entdeckungen bis zum Verhörkalauer. Wisser war Mitglied der Grazer Autorenversammlung.

## Nachlass
Wissers Nachlass, bestehend aus Notizen, Schnitt- und Zuspiellisten, Beschreibungen, Texten, Noten und zahlreichen Partituren befindet sich im Forschungsinstitut Brenner-Archiv der Universität Innsbruck. Ein Verzeichnis aller musikalischen Arbeiten, gibt Aufschluss über Besetzungen, Zusammenhänge, Länge, Aufnahmen etc. Im Nachlass befinden sich außerdem Hunderte verschiedenartige Tonträger mit Klängen, Zuspieleinheiten, Mitschnitten, auch mit Software von zeitgenössischen Kompositions- und Notenprogrammen.

## Werke (Auswahl)

### Orchesterwerke
- Alles Walzer – Quintett für zwei Trompeten, Horn, Posaune und Blasposaune (1989)[5]
- Alles in einem Kopf – Quintett für zwei Trompeten, Horn, Posaune und Tuba (1990)[5]
- Kunst des Unfug’s – für Streichorchester oder Streichquartett (1990)[5]
- Tango für Klavier und Streichorchester (1990)[5]
- Kleines Walzwerk – für Saxophonquartett in drei Bewegungen (1992)[5]
- Ein Loch – Duo für Trompete und Klavier in drei Bewegungen (1992)[5]
- Tablasolo für Streichquartett – für zwei Violinen, Viola und Violoncello (1993)[5]
- Sonntags in der kleinen Stadt, wenn das Unvermeidliche eintritt – Promenade für Posaunenquartett (1994)[5]
- Fünf Verwandte – Variationen für Klaviertrio mit Klavier, Violine und Violoncello (1994)[5]
- Drehungen – Zwei Sätze für drei Schlagzeuger und zwei Klaviere (1994)[5]
- A-E-I-O-U – Für gemischten Chor a cappella (1995)[5]
- Mauern – Konzert für Klavier und Kammerorchester (1997)[5]

### Elektronische Musik
- Zeit (1988)[5]
- Cordulas Schnur (1989)[5]
- Sample et ubique – für Klavier und Elektronik (1991)[5]

- Arien und Chöre der Elite – Radiostück in digitaler Montagetechnik, in 2. Fassung mit Blechbläserquintett und Elektronik (1992, Überarbeitung 1993)[5]

### Lied- und Kabarettprogramme
- Haimo frisch gestrichen – Theaterabend (1997)[5]
- Lieder die wieder die Sprache zur Sprache bringen – Musikkabarettprogramm mit zwei Gitarren und Gesang (1978)[5]
- Für und Lieder – Musikkabarettprogramm mit zwei Gitarren und Gesang, mit Gunter Schneider (1983)[5]
- Die ganze Wahrheit – Liederprogramm mit Gitarre, Gesang und Elektronik, mit Maria Außerlechner (1985)[5]

### Bühnenmusik
- 1983 zu Rudolf Brix: Die Räuber am Glockenhof, Volksschauspiele Telfs
- 1984 zu Dietmar Schönherr: Job und der Frieden, Volksschauspiele Telfs
- 1988 zu Hermann Essig: Die Glückskuh, Volksschauspiele Telfs, Volkstheater München
- 1989 zu Georg Büchner: Woyzeck, Volksschauspiele Telfs, Volkstheater München
- 1990 Lothar Greger: Stuka, Volksschauspiele Telfs
- 1991 Alois Schöpf: Heimatzauber, Kellertheater Innsbruck
- 1992 zu William Shakespeare: Ein Sommernachtstraum, Halltheater (Hall i.T.)
- 1993 zu Karl Schönherr: Maitanz, Volksschauspiele Telfs
- 1994 zu Thomas Hürlimann: Der Franzos in Ötz, Volksschauspiele Telfs
- 1995 zu Lida Winiewicz: späte Gegend, Münchner Volkstheater
- 1996 zu Felix Mitterer: Abraham, Volksschauspiele Telfs
- 1996 zu Ernst Brunner Shine, von Ernst Brunner, Volksschauspiele Telfs

### Filmmusik
- Petri tårar (Petris Tränen) – Musik zum gleichnamigen Spielfilm, Regie: Erich Hörtnagl (1995)[5]
- Alpenrosenasphalt – Musik zum gleichnamigen Echtzeitfilm, für zwei Soprane, zwei Tenöre, zwei Bässe, Alt und Orgelsolo (Villgrater Kulturwiese 1995)[5]

### Hörspielmusik
- Die Lawine – für Glocke, Drehlaier und Elektronik; Text: Hans Haid (1991)[5]
- Der Dopplereffekt –  für Chor, Männerchor und Elektronik; Text: Otto Grünmandl (1993)[5]
- Das Herz – Acht Vokalisen für fünfstimmigen Männerchor; Text: Anita Pichler (1994)[5]
- Wallfahrt – Radiophonie/Hörspielmusik; Text: Walter Schlorhaufer (1995)[5]

### Hörspiele
- Gußstahlmandala – das geheime Wissen der Fußgänger – 14 Miniaturen für drei Sänger (1996)[5]

### Literarische Werke
- Die Vergewaltigung. Prosatext. In: neue wege. Theater der jugend, Jänner 1971, Nr. 247, S. 14.
- Haimo Wisser: Weil man lieber nicht am Ende sterbert: Gedichte. Edition Löwenzahn, Innsbruck 1997, ISBN 3-7066-2145-2.

## Auszeichnungen
- 1978: 1. Preis beim Ö3-Wettbewerb „Neue Lieder“ für Käselied
- 1988: Österreichischer Förderungspreis für Musik (bis 1970 Staatspreis für Musik) des Österreichischen Bundesministeriums für Unterricht, Kunst und Sport[6]
- 1989: Anerkennungspreis des „Prix ars electronica“ für Cordulas Schnur[7]
- 1992: Staatsstipendium des Österreichischen Bundesministeriums für Unterricht und Kunst